# Winterbach Zeltspektakel
Das Winterbach Zeltspektakel ist ein mehrtägiges Musikfestival mit nationalen und internationalen Künstlern in Winterbach, das seit 1995 stattfindet. Besucht wird das Festival bei jeder Durchführung von mehreren Zehntausend Besuchern. Veranstalter ist der Verein Kulturinitiative Rock – Winterbach e. V.

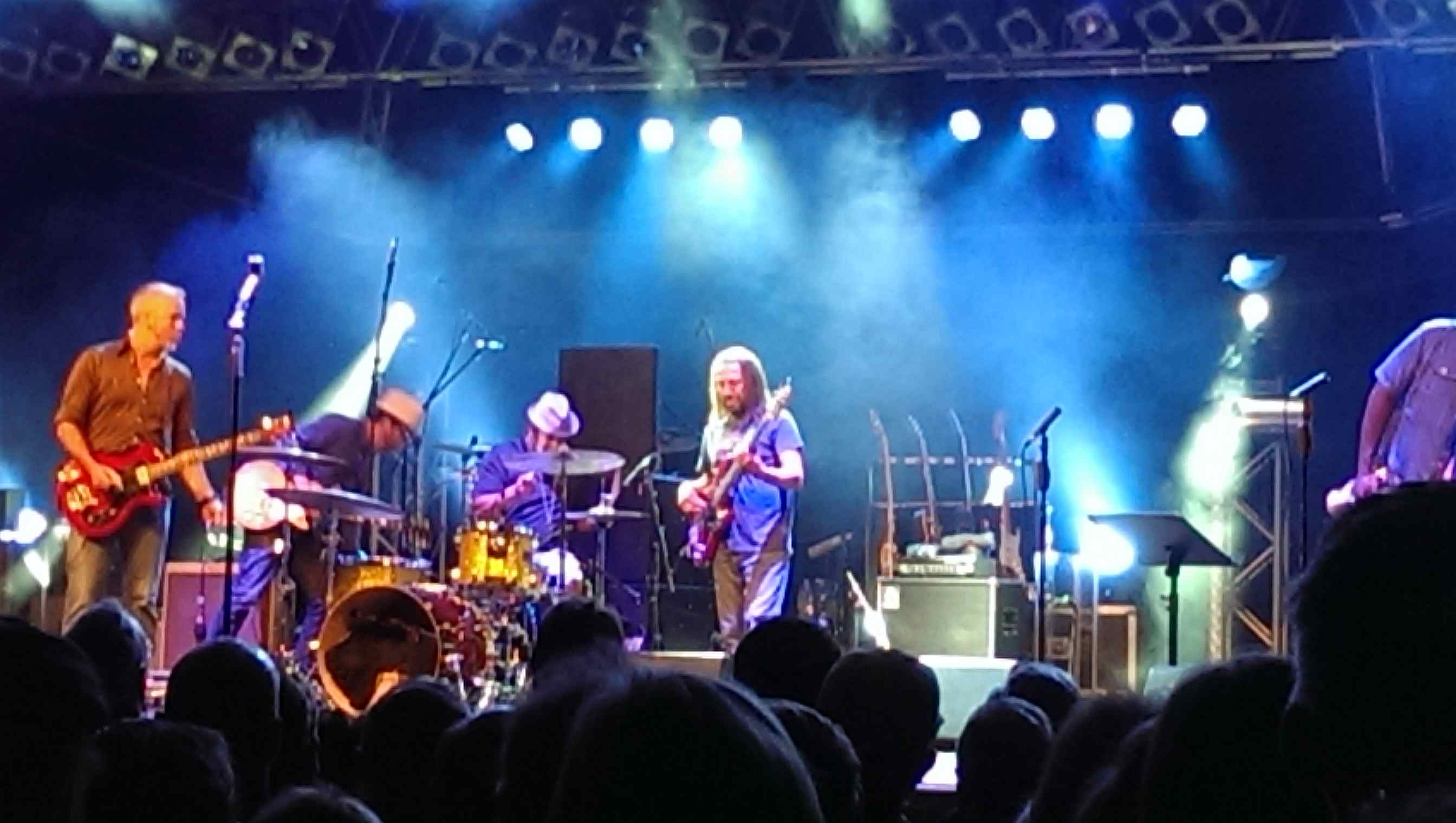
J.J. Grey And Mofro in Winterbach,
28. Juli 2015

## Geschichte
Das erste Zeltspektakel in Winterbach fand 1995 statt. In den folgenden Jahren wurde das Festival alle zwei bis vier Jahre wiederholt, seit 2007 findet es regelmäßig im zweijährigen Rhythmus statt. Von anfänglich drei Tagen wurde das Festival auf inzwischen acht Tage erweitert.
Der Besucherrekord wurde 2017 aufgestellt, als für acht Veranstaltungen 24.500 Karten verkauft wurden.
Verschiedene Konzerte des Festivals wurden als Mitschnitte im Radioprogramm des SWR übertragen.
Neben Musikacts gibt es bei manchen Durchführungen auch Kleinkunstveranstaltungen.

## Festivalgelände
Veranstaltungsort ist ein jeweils eigens dafür aufgebautes Zirkuszelt auf einer Wiese an der Rems, die zum Areal des Versandhandelsunternehmens Peter Hahn gehört. Fanden im ersten Zelt 1995 noch 1500 Zuschauer Platz, fasste das Zelt später 3500 Personen und bei der zehnten Ausgabe 2017 4000 Personen. Auf dem Festivalgelände gibt es zusätzlich zum Zelt einen eintrittsfreien Biergarten mit 2500 Sitzplätzen, in dem regionale Musikacts auftreten. Rund 1000 ehrenamtlich tätige Helfer sind in die Durchführung des Festivals involviert.

## Festivalübersicht
| Zeltspektakel | Datum                  | Künstler |
| ------------- | ---------------------- | --- |
| 1.            | 19.–21. Mai 1995       | Die kleine Tierschau, Calo & Fraser, Moody Marsden Band, Nine Below Zero, Innes Sibun, Mother’s Finest, Hard Drivin' Mama |
| 2.            | 30. Mai – 1. Juni 1997 | Jazzkantine, Hard Drivin' Mama, Man, Nine Below Zero, Gerhard Polt & Biermösl Blosn, Yell 4 You |
| 3.            | 21.–24. Juli 2000      | Manfred Mann’s Earth Band, Jason Falloon & Band, Marla Glen & Band, Dannemann-Maxwell-Rapallo, Mäulesmühle, Herrn Stumpfes Zieh & Zupf Kapelle                                                                                   |
| 4.            | 21.–25. Juli 2004      | Gianna Nannini, Gerhard Polt & Biermösl Blosn, BAP, Grachmusikoff, Jethro Tull, Randy Hansen, Lash, Hubert von Goisern |
| 5.            | 17.–22. Juli 2007      | Gary Moore, Haindling, Candy Dulfer, Maceo Parker, Asia, The Hooters, Roger Cicero & Big Band, Rolf Miller, Paul Morocco & Olé, Die kleine Tierschau                                                                             |
| 6.            | 23.–27. Juli 2009      | Joe Bonamassa, Steve Winwood, BAP, Ich + Ich, Gerhard Polt & Biermösl Blosn, Hubert von Goisern |
| 7.            | 21.–26. Juli 2011      | Simple Minds, Gentleman & The Evolution, Jack Bruce, Steve Lukather, Erste Allgemeine Verunsicherung, Hubert von Goisern, Gianna Nannini                                                                                         |
| 8.            | 17.–24. Juli 2013      | Madsen, Itchy Poopzkid, Gov’t Mule, Dieter Thomas Kuhn, Gotthard, Willy Astor, Martina Schwarzmann, Gerhard Polt & die Wellbrüder aus'm Biermoos, Foreigner, Joe Cocker                                                          |
| 9.            | 21.–28. Juli 2015      | Mallet, Status Quo, Patti Smith, Jethro Tull´s Ian Anderson, Procol Harum, Dieter Thomas Kuhn, Gotthard, George Thorogood & The Destroyers, Band Of friends, Juno im Park, Adel Tawil, Joris, Clueso, JJ Grey & Mofro, Beth Hart |
| 10.           | 18.–25. Juli 2017      | Amy Macdonald, Golden Earring, Kenny Wayne Shepherd Band, Anastacia, Dieter Thomas Kuhn, Beginner, Advanced Chemistry, The Hooters, Uriah Heep, Magnum, Martina Schwarzmann, Willy Astor, Konstantin Wecker                      |
| 11.           | 16.–23. Juli 2019      | Roger Hodgson, John Fogerty, LaBrassBanda, Dieter Thomas Kuhn, Jan Delay & Disko No. 1, Dream Theater, Gerhard Polt & die Wellbrüder aus'm Biermoos, Joss Stone                                                                  |
| 12.           | 19.–26. Juli 2022      | Hiss (im Biergarten, Alan Parsons Live Project ist wegen Krankheit ausgefallen), James Blunt, Rag'n Bone Man, Milow & Gregor Meyle, Gov't Mule & Walter Trout & King King, Helge Schneider, Hubert von Goisern, Gentleman        |
| 13.           | 19.–27. Juli 2024      | Steve Hackett, Henrik Freischlader, Larkin Poe, Rival Sons, Deep Purple, Gerhard Polt & die Wellbrüder, SWR1 - Pop & Poesie, Kiefer Sutherland, The BossHoss, Jan Delay & DISKO No1, LaBrassBanda                                |

## Verein
Die Kulturinitiative Rock – Winterbach e. V. wurde von einigen Winterbacher Rock- und Blues-Fans gegründet, um Musikveranstaltungen in Winterbach durchführen zu können. Die erste Veranstaltung fand bereits am 28. April 1991 mit einem Konzert der Steve Gibbons Band in der Schulturnhalle in Winterbach statt. Danach erfolgte am 12. September 1992 ebenfalls in der Schulturnhalle die Gründungsparty mit den Bands Smiling Faces und Hard Drivin' Mama.
Das zehnjährige Jubiläum wurde am 22. Juli 2001 mit einer Bluesparade gefeiert, die 39 Bands vor 10.000 bis 20.000 Zuschauern durch Winterbach zum Festivalgelände führte.
Im Jahr 2010 veranstaltete die Kulturinitiative am 16. und 17. Juli das Rock Summer Festival mit The Brew, Joe Bonamassa, der Zeltinger Band und der Nina Hagen Band.
Am 28. November 2015 hat der Verein das Jubiläumskonzert 30 Jahre Dr. Mablues and the Detail Horns ausgerichtet, bei dem auch Albie Donnelly und Grachmusikoff aufgetreten sind.
Ihr fünfundzwanzigjähriges Jubiläum feiert die Kulturinitiative 2016 mit Konzerten mit Lee Ritenour, der Hamburg Blues Band feat. Maggie Bell, Mitch Ryder & Band, Mother’s Finest, Hans Söllner und Southside Johnny & the Asbury Jukes.
Im Lauf der Jahre hat der Verein unzählige Konzerte in der Schulturnhalle (heute Lehenbachhalle) und in der Salierhalle veranstaltet, darunter unter anderem auch mit Eric Burdon, Popa Chubby, Colosseum, Fish, Peter Frampton und Manfred Mann’s Earth Band.
Zu den Veranstaltungen des Vereins kamen insgesamt 500.000 Zuschauer.
Der Verein besteht aus ca. 820 Mitgliedern. 1. Vorsitzender ist Steffen Clauss.